# Rebecca Gargano
Rebecca Gargano (Napoli, 4 luglio 1996) è una schermitrice italiana, specializzata nella sciabola.

## Biografia

### Carriera
Rebecca Gargano si è distinta fin dalle categorie giovanili nel panorama schermistico internazionale, specializzandosi nella sciabola. Nel 2013 conquista la medaglia d’argento a squadre ai Campionati europei cadetti di Budapest.
Nel 2014 si impone nella categoria juniores ai Campionati del mediterraneo di scherma con la vittoria dell’oro individuale a Chiavari, mentre agli Europei Under-23 di Tbilisi ottiene l’argento sia nella prova individuale che in quella a squadre.
Il 2015 rappresenta un anno di svolta per la sua carriera, soprattutto alla luce dei risultati a squadre: conquista, infatti, l’oro ai Mondiali Giovani di Tashkent, il bronzo ai Campionati italiani di Torino, l’argento ai Giochi mondiali militari di Mungyeong, l’argento ai Giochi europei di Baku e, infine, un argento ai Campionati italiani del 2016 di Roma
Nel triennio successivo continua a ottenere risultati di rilievo: nel 2016 sale due volte sul podio agli Europei Giovani di Novi Sad (argento individuale e a squadre) e conquista un argento a squadre ai Campionati italiani di Roma; nel 2017 conquista il bronzo individuale agli Europei Under-23 di Minsk e a squadre ai Mondiali militari di Acireale. Sempre nel 2017 ottiene un bronzo ai Campionati italiani di Gorizia. Nel 2018 si aggiudica un altro argento a squadre agli Europei Under-23 di Erevan, seguito dal bronzo a squadre nell’edizione dell'anno successivo di Plovdiv.
Nel 2019 arriva uno dei momenti più importanti della sua carriera: con la nazionale italiana vince l’oro nella sciabola femminile a squadre alle Universiadi di Napoli.
A livello nazionale, si afferma come una delle sciabolatrici italiane più costanti, conquistando tre titoli italiani: quello individuale ai Campionati italiani del 2025 di Piacenza, e due a squadre ai Campionati italiani del 2021 di Cassino e ai Campionati italiani del 2023 di La Spezia.
Completano il suo palmarès un argento e cinque bronzi a squadre ottenuti tra il 2015 e il 2025, confermandosi presenza costante sul podio.

## Palmarès

### Risultati élite
In carriera ha ottenuto i seguenti risultati:
Mondiali militari
Individuale
A squadre
- Bronzo nella sciabola ad Acireale 2017

Giochi mondiali militari
Individuale
A squadre
- Argento nella sciabola a Mungyeong 2015

Giochi europei
Individuale
A squadre
- Argento nella sciabola a Baku 2015

Universiadi
Individuale
A squadre
- Oro nella sciabola a Napoli 2019

Campionati italiani
Individuale
- Oro nella sciabola a Piacenza 2025

A squadre
- Oro nella sciabola a Cassino 2021
- Oro nella sciabola a La Spezia 2023
- Argento nella sciabola a Roma 2016
- Bronzo nella sciabola a Torino 2015
- Bronzo nella sciabola a Gorizia 2017
- Bronzo nella sciabola ad Courmayeur 2022
- Bronzo nella sciabola a Cagliari 2024
- Bronzo nella sciabola a Piacenza 2025

### Risultati giovani
Mondiali giovani
Individuale
A squadre
- Oro nella sciabola a Tashkent 2015

Europei Under-23
Individuale
- Argento nella sciabola a Tbilisi 2014
- Bronzo nella sciabola a Minsk 2017

A squadre
- Argento nella sciabola a Tbilisi 2014
- Argento nella sciabola a Erevan 2018
- Bronzo nella sciabola a Plovdiv 2019

Europei giovani
Individuale
- Argento nella sciabola a Novi Sad 2016

A squadre
- Argento nella sciabola a Novi Sad 2016
- Bronzo nella sciabola a Maribor 2015

Europei cadetti
Individuale
A squadre
- Argento nella sciabola a Budapest 2013

CampionatI del mediterraneo giovani
Individuale
- Oro nella sciabola a Chiavari 2014

A squadre